# بوشو أشعر
بوشو أشعر (الاسم العلمي:Agathosma pilifera) هو نوع من النباتات يتبع جنس البوشو من الفصيلة السذابية.